# Toilet papering

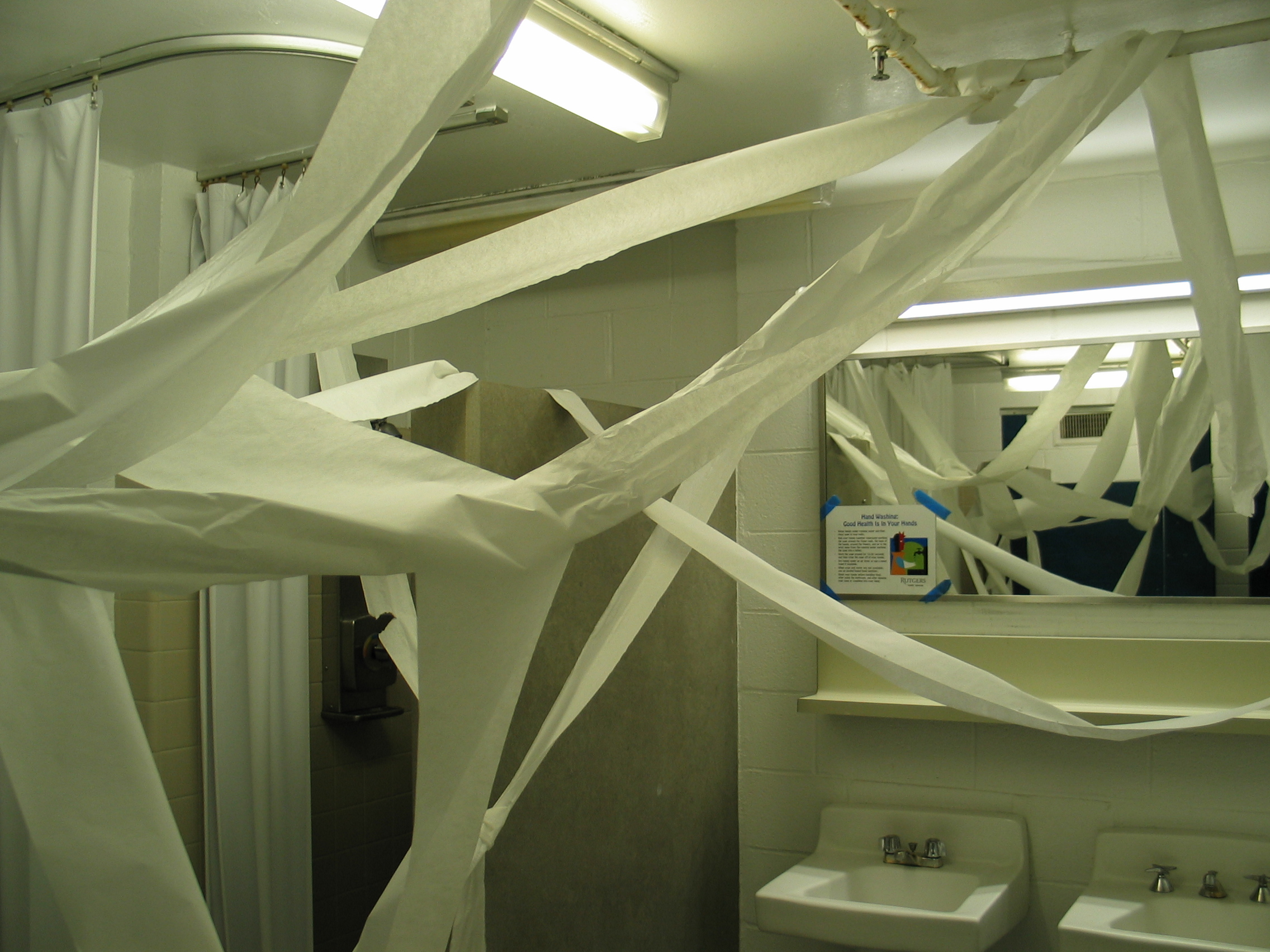

Toilet papering is een typisch Amerikaanse vorm van vandalisme. De manier waarop dit gebeurt, is simpelweg een aantal toiletpapierrollen over voorwerpen heen te gooien. Als ze door de lucht vliegen, rolt het papier vanzelf van de rol af. Meestal wordt dit bij huizen, bomen of andere gebouwen gedaan. Toilet papering komt vaak voor bij gebeurtenissen als het winnen van de footballcompetities, slagen van school en op de feestdag Halloween. In sommige staten van Amerika, zoals in Texas en Virginia wordt toilet papering beoordeeld als een misdaad en kan uitlopen tot een grote boete of zelfs een celstraf.. Toch worden de daden vaak niet gemeld aan de politie. Varianten op toilet papering zijn egging en creaming. Dit gaat hetzelfde, alleen dan met eieren en slagroom.
Toilet papering wordt vaak gedaan voor de grap, maar soms ook uit haat. Leraren, vrienden en schoolgebouwen zijn populaire doelen voor toilet-paperers.